# Brodno (przystanek kolejowy)
Brodno – przystanek kolejowy w Brodnie (dzielnica Żyliny) na Słowacji.
| Brodno                                                       |  |                            |
| Linia 127 Żylina – Czadca – Mosty koło Jabłonkowa (5,000 km) |  |                            |
| Rudinaodległość: 2,000 km                                    |  | Żylina odległość: 5,000 km |